# Королевство алмазов
«Королевство алмазов» (бенг. হীরক রাজার দেশে, Hirok Rajar Deshe) — индийский музыкальный фильм 1980 года режиссёра Сатьяджита Рая. Фильм является второй частью дилогии «Гупи поёт, Багха танцует».

## Сюжет
Музыкальный дуэт Гупи и Багха пригласили выступить в Королевстве алмазов. Этим королевством правит тиран, накопивший огромное богатство, в то время как его подданные голодают и страдают. Протестующих забирают в камеру для промывания мозгов. Министры являются лишь марионетками. Единственный враг короля в его землях — школьный учитель. После того, как его школу закрывают, он бежит в горы, где его встречают Гупи и Багха. Учитель открывает им истинную сущность короля. Вместе они решают свергнуть тирана.

## В ролях
| Актёр             | Роль                                        |
| ----------------- | ------------------------------------------- |
| Сумитра Чаттерджи | Пандит Мошай (учитель)                      |
| Тапан Чаттерджи   | Гупи Гайен                                  |
| Сантош Дутта      | Король Шунди                                |
| Утпал Датт        | Хирак Раджа (правитель Королевства алмазов) |
| Роби Гхош         | Багха Байен                                 |
| Робин Маюмдар     |                                             |

## Награды и номинации
Фильм получил несколько «Серебряных Лотосов» (хинди रजत कमल, Rajat Kamal) Национальной кинопремии (главной кинематографической премии Индии), по категориям:
- «Лучший художественный фильм на бенгали» — разделен между продюсирующей организацией (Департаментом информации и культурных связей правительства штата Западная Бенгалия) и режиссёром Сатьяджитом Раем
- «Лучшая звукорежиссура» — Сатьяджит Рай
- «Лучший мужской закадровый вокал» — Ануп Гошал